# لي بلير
لي بلير (بالإنجليزية: Lee Blair)‏ هو رسام ومخرج رسوم متحركة أمريكي، ولد في 1 أكتوبر 1911 في لوس أنجلوس في الولايات المتحدة، وتوفي في 19 يونيو 1993 في Soquel, California ‏ في الولايات المتحدة.

## وصلات خارجية
- لي بلير على موقع أوليمبيديا (الإنجليزية)
- لي بلير على موقع IMDb (الإنجليزية)
- لي بلير على موقع ألو سيني (الفرنسية)
- لي بلير على موقع أول موفي (الإنجليزية)
- لي بلير على موقع قاعدة بيانات الأفلام السويدية (السويدية)
- لي بلير على موقع قاعدة بيانات الفيلم (الإنجليزية)
- لي بلير على موقع كينوبويسك (الروسية)